# Leucochlaena machylum
Leucochlaena machylum är en fjärilsart som beskrevs av Turati 1924. Leucochlaena machylum ingår i släktet Leucochlaena och familjen nattflyn. Inga underarter finns listade i Catalogue of Life.